# Macroprora oostigma
Macroprora oostigma är en fjärilsart som beskrevs av Turner 1929. Macroprora oostigma ingår i släktet Macroprora och familjen nattflyn. Inga underarter finns listade i Catalogue of Life.